# Mistrzostwa Europy w biegu na 100 km 1998
7. Mistrzostwa Europy w biegu na 100 km 1998 – zawody lekkoatletyczne, które odbyły się 19 czerwca 1998 w Torhout, Belgia.

## Medaliści
|                         | 1. miejsce         | Rezultat | 2. miejsce                          | Rezultat | 3. miejsce              | Rezultat |
| Mężczyźni indywidualnie | Grigorii Murzin    | 6:23:29  | Dmitrii Radiuchenko                 | 6:34:40  | Nikolai Buskarov        | 6:40:45  |
| Kobiety indywidualnie   | Svetlana Savoskina | 7:45:43  | Maria Alzira da Silva Portela Lario | 7:58:36  | Yelena Bikulova-Maskina | 8:05:03  |

## Reprezentacja Polski

### Mężczyźni
| Miejsce | Zawodnik            | Klub                             | Rezultat |
| 26.     | Ryszard Płochocki   | TS Kalisz                        | 7:19:44  |
| 36.     | Piotr Uciechowski   | LZS Tarchalanka Tarchały Wielkie | 7:25:25  |
| DNF.    | Franciszek Stroński | -                                | -        |
| DNF.    | Waldemar Pędzich    | LKS Kurp Ostrołęka               | -        |